# Hanne Sigbjørnsen
Hanne Sigbjørnsen, née le 8 décembre 1989, est une auteure de bande dessinée et illustratrice norvégienne connue sous le nom de plume Tegnehanne, d'après le titre du blog qu'elle anime depuis 2010.

## Distinction
- 2015 : Prix Pondus pour Tegnehanne